# Couesius
Couesius is een geslacht van straalvinnige vissen uit de familie van karpers (Cyprinidae).

## Soort
- Couesius plumbeus (Agassiz, 1850)